# Rocha Tarpeia

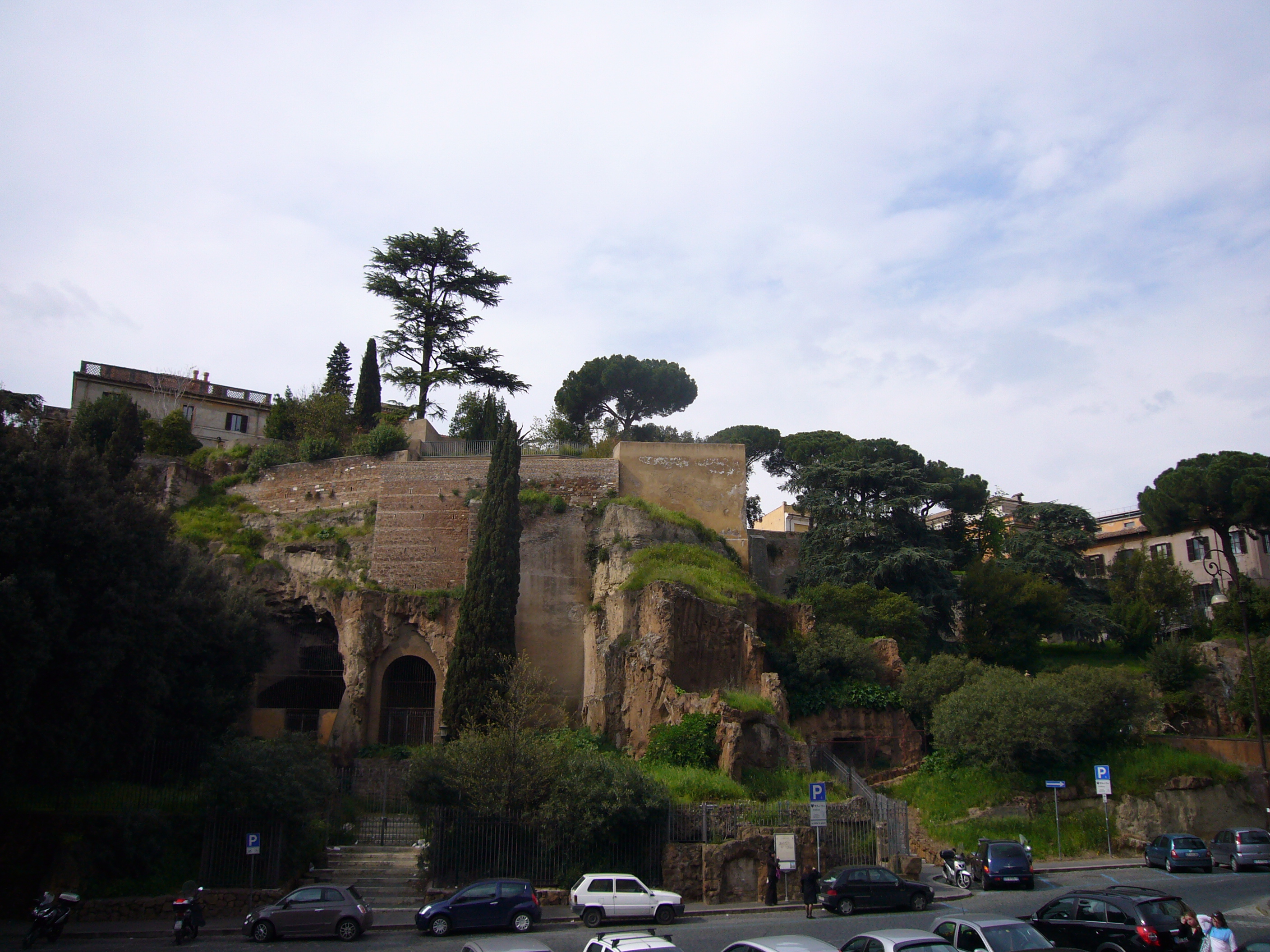
A rocha Tarpeia em 2008

A rocha Tarpeia era, na Roma Antiga, um local onde eram feitas execuções, com as vítimas sendo lançadas desta rocha para a morte.
Segundo Marco Terêncio Varrão, o monte Tarpeio era o nome anterior do monte Capitolino.
A origem do nome da rocha varia conforme os autores; Samuel Ball Platner e Thomas Ashby, em seu artigo sobre o monte Tarpeio, supuseram que a origem do nome do monte se devia à tribo tarpeia, que morava nas redondezas do monte Capitolino. Eles localizam a rocha Tarpeia na parte sudoeste do monte, onde hoje se localiza a Piazza della Consolazione.
De acordo com Plutarco, depois de Tarpeia receber a morte como prêmio por ter traído os romanos aos sabinos, esta foi enterrada em um monte, chamado de monte Tarpeio. Depois, quando o rei Tarquínio, o Soberbo dedicou o lugar a Júpiter, o nome de Tarpeia não mais foi associado ao monte sendo lembrado unicamente pela rocha Tarpeia, a partir da qual eram atirados os malfeitores.